# جان لوك أينودي
جان لوك أينودي (بالفرنسية: Jean-Luc Einaudi)‏ حصل على محاكمة موريس بابون في عام 1999 علماً بأن هذه الأخير قد أدين في عام 1998 بتهمة ارتكاب جرائم ضد الإنسانية بسبب دوره في إطار نظام فيشي المتعاون مع العدو المحتل خلال الحرب العالمية الثانية.